# 4-Kumarylalkohol

Strukturformel för 4-kumarylalkohol.

4-Kumarylalkohol, p-kumarylalkohol eller parakumarylalkohol är en monolignol, en av monomererna i lignin. Den finns i lignin infrån monokotyledoner och i tryckved hos barrträd. Förmodligen finns den även hos kärlkryptogamernas lignin.
Liksom övriga monolignoler bildas den från aminosyran fenylalanin genom en specifik reaktionsväg.